# Acordulecera rudis
Acordulecera rudis – gatunek błonkówki z rodziny Pergidae.

## Taksonomia
Gatunek ten został opisany w 1906 roku przez Friedricha Konowa pod nazwą Acorduleceros rudis. Jako miejsce typowe podano brazylijski stan Pará. Syntypem była samica. 

## Zasięg występowania
Ameryka Południowa, znany jedynie ze stanu Pará w płn.-wsch. Brazylii.